# Synchaeta cylindrica
Synchaeta cylindrica är en hjuldjursart som beskrevs av Althaus 1957. Synchaeta cylindrica ingår i släktet Synchaeta och familjen Synchaetidae. Inga underarter finns listade i Catalogue of Life.